# Lycidola flavofasciata
Lycidola flavofasciata là một loài bọ cánh cứng trong họ Cerambycidae.